# László János (fotográfus)
László János (Budapest, 1955. június 25. –) magyar fotográfus.

## Életpályája
1973-ban a budapesti Petőfi Sándor Gimnáziumban érettségizett, majd 2 évig a Magyar Távirati Irodánál dolgozott fotóriporterek mellett. Ezt követően a Mezőgazdasági Minisztérium egyik intézeténél kezdett fényképezni, mígnem felvételt nyert a lipcsei Grafika és Könyvművészeti Főiskola Fotó szakára. Lipcse után Budapesten a Magyar Hirdető következett, a Művészi Kivitelezési Osztályon dolgozott fotósként. Szabadúszóként különböző cégek, könyvek, újságok számára, illetve prospektusokba készített felvételeket. A Hócipőben 7 évig önálló rovattal rendelkezett, Fábry Sándor részére a design centerhez szolgáltatta az „alapanyagot” hosszú évekig.
2000-ben következett a Civertan Bt. melynek 2003. február óta tulajdonosa. Elsősorban grafikai arculattervezéssel, számítógépes fejlesztésekkel, nyomdai tervezéssel, kivitelezéssel, illetve a fotózás különböző területeivel (elsősorban légifelvételek készítése) foglalkozik a cég.
A cégvezetés mellett időt szakít kiállításokon való megjelenésre is Magyarországon és külföldön egyaránt. Képei a Magyar nagylexikon  és a Révai új lexikona lapjait is díszítik.
Számos útikönyv és fotóalbum jegyzi nevét szerzőként. Egyik legkedvesebb munkája a Magyar Pálinka története című könyv, melyet Balázs Géza professzorral együtt készített.
Legújabb fotóalbum-sorozata magyar várakat mutat be. Eddig három kötete jelent meg, a Magyar várak-Észak-Dunántúl, a Magyar várak–Közép-és Dél Dunántúl, valamint Magyar várak–Észak Magyarország című kötet. A fotóalbumokat számos légifelvétel illusztrálja.

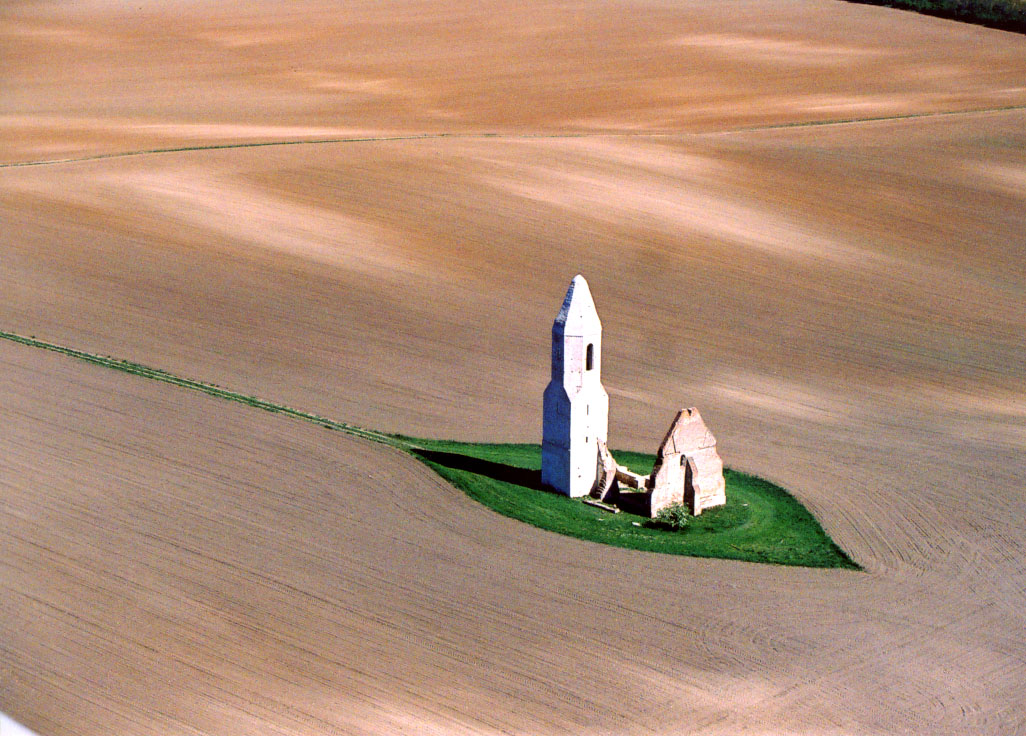
László egy légifotója a Somogyvámosi pusztatemplomról

## Munkássága
Könyvek:
- Kíváncsi túrák az Alföldön (2001)
- Gasztronómiai kalandozások az M5-ös mentén (2002)
- Bio- és fűszerélmények az M5-ös mentén (2003)
- Az Én Zemplénem (2004)
- Fölülről láttatom hazámat (2004)
- Magyar várak – Észak-Dunántúl (2006)
- Magyar várak – Közép-és Dél Dunántúl (2006)
- Magyar várak – Észak Magyarország (2007)
- Magyar várak (2008)
- Kastélyok Magyarországon (2008)
- Magyarok vezérei (2008)
- Falusi templomok (2009)
- Burgenland (2009)
- Kolostorok Magyarországon (2010)
- Felvidék – Várak madártávlatból (2010)
- Kertörökségünk (2011) + térkép
- Fejér megye várai (2011)
- Várak nyomában 2011
- Nógrád megye várai (2017)

Látványtérképek:
- Magyarországi kastélyok
- Magyarországi Várak
- Magyarországi kolostorok
- Szombathely város (Szent Márton út)
- Velencei-tó és környéke turisztikai térképe
- Gömör-Tornai Kraszt
- Árpád-kori templomok
- Nemzeti és történelmi emlékhelyek
- Elfeledett várak
- Kegyhelyek- és búcsújáróhelyek
- Híres emberek - nevezetes emlékhelyek
- Balaton és környéke